# Quiropraxia

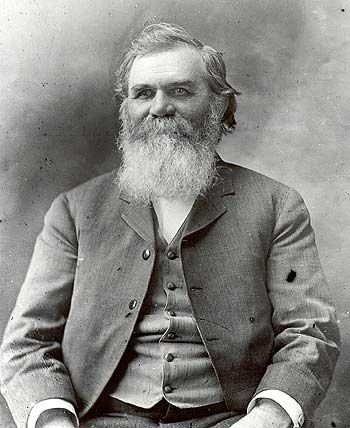
Daniel David Palmer, criador da quiropraxia.

Quiropraxia ou quiroprática é uma forma pseudocientífica de medicina alternativa baseada no diagnóstico e tratamento de condições do sistema músculo-esquelético, principalmente da coluna vertebral. Os proponentes alegam que essas condições afetam o estado geral de saúde através do sistema nervoso.
Revisões sistemáticas de estudos clínicos controlados de tratamentos quiropráticos não encontraram evidência de eficácia para qualquer condição médica, com a possível exceção do tratamento para dor nas costas.
As técnicas de tratamento mais comuns consistem em terapias manuais, principalmente em manipulação vertebral, manipulação de outras articulações e manipulação de tecidos moles. Os fundamentos da quiropraxia incluem conceitos pseudocientíficos como "subluxação vertebral" e a "inteligência inata".

## Uso na Medicina
Têm sido realizados numerosos estudos clínicos controlados sobre os tratamentos usados por quiropráticos, com resultados contraditórios entre si. As revisões sistemáticas da literatura não encontraram evidências de que a manipulação quiroprática seja eficaz, exceto talvez do tratamento para a lombalgia. Uma avaliação crítica da literatura verificou que, no seu conjunto, a manipulação vertebral não era eficaz no tratamento de qualquer condição. Desconhece-se a eficácia e relação custo–eficácia dos cuidados quiropráticos. Embora a manipulação vertebral possa ter uma boa relação custo-eficácia para a lombalgia sub-aguda ou crónica, os resultados para lombalgia aguda são ainda insuficientes. Alguns alegam que não há dados suficientes que permitam determinar a segurança das manipulações quiropráticas. Estas manipulações estão frequentemente associadas com efeitos adversos ligeiros a moderados, sendo raros os casos de complicações graves ou fatais. No entanto, existe alguma controvérsia sobre o grau de risco de dissecção da artéria vertebral por manipulação quiroprática, o que pode causar AVC e morte. Têm sido associados a esta técnica vários casos de morte e tem sido sugerido que a relação é causal, embora essa causalidade seja contestada por vários quiropráticos.

## Epidemiologia
A quiropraxia é uma prática com significativa implantação em alguns países desenvolvidos e muitas vezes no contexto de outras técnicas manuais de terapia, como massagens, osteopatia e fisioterapia. A maior parte da procura por tratamentos quiropráticos deve-se a dorsalgia. Os quiropráticos afirmam ser especialistas no tratamento de dores nas costas e do pescoço, embora muitos quiropráticos se proponham tratar outras condições para além do sistema músculo-esquelético. Muitos quiropráticos descrevem-se a si mesmos como prestadores de cuidados de saúde primários, embora a formação de quiropraxia não contemple as exigências de tal classificação, pelo que o seu papel é limitado e contestado. Os quiropráticos dividem-se em dois grandes grupos: os que dão ênfase ao vitalismo, à "inteligência inata" e que consideram as subluxações vertebrais a causa de todas as doenças, atualmente em minoria; e os que estão abertos a práticas de medicina convencional, como exercício físico, massagem ou terapia de gelo.

## História
A quiropraxia foi fundada na década de 1890 por Daniel David Palmer, alegando que a tinha recebido de "outro mundo". Palmer era um magnetoterapeuta, que acreditava que a manipulação da coluna vertebral seria capaz de curar doenças. A prática foi desenvolvida pelo seu filho, Bartlett Joshua Palmer, no início do século XX. Ao longo da sua história, a prática foi sempre controversa. Apesar das evidências incontestáveis de que a vacinação é uma intervenção eficaz de saúde pública, existem entre os quiropráticos divergências significativas sobre o tópico, o que contribui de forma negativa tanto para a saúde pública como para a aceitação dos quiropráticos pela comunidade médica. Em 1966, a Associação Médica Americana classificou a quiropraxia como um "culto não científico". No entanto, a quiropraxia possui membros organizados politicamente que têm lutado ativamente em prol da sua aceitação pública. Em décadas recentes, a prática tem obtido alguma aceitação entre médicos convencionais e entre seguradoras nos Estados Unidos.
Sua organização e fundação foi realizada por Daniel David Palmer, em Davenport, Iowa nos Estados Unidos da América no ano de 1895,
No ano de 2005 houve um encontro entre quiropraxistas e outros profissionais da saúde promovido pela OMS na província da Lombardia, Itália, a fim de formar um documento que preconiza a prática da profissão, onde nasceu o WHO guidelines on basic training and safety in Chiropractic, servindo como base para regulamentação da profissão em países membros da OMS, como é o caso do Brasil.

## Técnicas
A atuação do quiropraxista está no sistema neuro-músculo-esquelético. Os principais acometimentos tratados pela Quiropraxia são:
- Dores na coluna lombar
- Hérnia de disco e dor ciática
- Dores no pescoço
- Dores e tensão muscular
- Problemas nas articulações do ombro, cotovelo, punho, joelho, tornozelo
- Restrições a movimentações
- DORT/LER
- Lombalgia
- Cervicalgia
- Dor de Cabeça

## No Brasil
No Brasil, a quiropraxia é reconhecida como ocupação pelo Ministério do Trabalho. A Classificação Brasileira de Ocupações reconhece 3 tipos de profissionais:
- Técnicos em quiropraxia desde 2008 (anteriormente denominados "Quiropatas", em 1994; e "Quiropraxistas" em 2002);[35]
- Fisioterapeutas Quiropraxistas desde 2008;[36] e
- Quiropraxistas (com formação de nível superior) desde 2013.[37]

## Em Portugal
Em Portugal a quiropraxia está enquadrada no ordenamento jurídico como profissão da área da saúde através da portaria nº 2017-D/2014 de 8 de outubro, não existindo, no entanto, nenhuma formação na área no país.